# Rouben Mamoulian
Rouben Mamoulian (8. října 1897 Tbilisi – 4. prosince 1987 Los Angeles) byl arménsko-americký filmový a divadelní režisér, průkopník a propagátor zvuku ve filmu. V Hollywoodu se proslavil klasickým hororem Dr. Jekyll a pan Hyde (1931), na Broadwayi klasickými muzikály (Porgy and Bess, Oklahoma!).

## Životopis
Narodil se v Tbilisi v tehdejší Ruské říši v bohaté rodině arménského bankéře.Díky tomu mohl střední školu vystudovat v Paříži, práva pak vystudoval na univerzitě v Moskvě. V Moskvě ho zlákalo herectví, které se zde učil u slavného Konstantina Sergejeviče Stanislavského v jeho Vachtangovově studiu. Po Říjnové revoluci odešel nejprve do rodného Tbilisi, později do Londýna (1919), Paříže (1922) a nakonec New Yorku (1925). Zde režíroval v Theater Guild, mj. nastudoval i Čapkovu hru R.U.R. V roce 1929 v New Yorku režíroval první film Applause. Průkopnickým způsobem v něm pracoval se zvukem. Snímek měl úspěch, a tak přišla nabídka z Hollywoodu. Jeho prvním snímkem na západním pobřeží byla Ulice velkoměsta, oceňované dílo s Gary Cooperem v hlavní roli. Krátce na to přišel do kin jeho asi nejslavnější film, horor Dr. Jekyll a pan Hyde. Úspěch měla i Královna Kristýna (1933) s Gretou Garbo v hlavní roli a později dobrodružná podívaná Zorro mstitel (1940), dlouho nejúspěšnější zpracování zorrovského tématu. Po válce uspěl muzikál Hedvábné punčochy (1957) s Fredem Astairem. Poslední dva snímky v jeho filmografii, ač oba poměrně úspěšné, už ovšem dotáčeli jiní režiséři: muzikál Porgy and Bess (1959) a historický velkofilm Kleopatra (1963) s Elizabeth Taylorovou a Richardem Burtonem.